# Pygame
Pygame e библиотека към програмния език Python. С нея потребителите могат лесно и същевременно бързо да създават игри. Датира от края на 90-те години и игрите направени с нея са над 10 000.
Тя е построена върху Simple DirectMedia Layer (SDL) библиотека.